# Aeroport Internacional de Washington-Dulles
L'Aeroport Internacional de Washington-Dulles (codi IATA: IAD, codi OACI: KIAD) (en anglès: Washington Dulles International Airport) és el principal aeroport que dona servei a la ciutat de Washington DC. Està situat a 42 km a l'oest del centre de la capital i a 32 km del seu districte financer, entre el comtat de Fairfax i el comtat de Loudoun i partit amb els municipis de les poblacions de Dulles i Chantilly. Ocupa una àrea de 44,5 km² i s'han enderrocat diverses cases i un poble enter per tal d'anar duguent a terme les diferents ampliacions. Deu el seu nom a John Foster Dulles, Secretari d'Estat dels Estats Units durant el mandat de Dwight D. Eisenhower.
L'any 2008, l'aeroport va gestionar més de 23 milions de passatgers, convertint-se en el 21è aeroport més ocupat de tot Amèrica del Nord i el desè dels Estats Units pel que fa al trànsit internacional. És un important centre de connexions per a United Airlines i la seva filial United Express.

## Història
Després de la Segona Guerra Mundial i envers la creixent demanda d'un segon aeroport a l'àrea metropolitana de Washington DC, el llavors president Dwight D. Eisenhower va decidir construir un nou aeroport més gran en els terrenys de l'actual aeroport l'any 1958. La signatura d'enginyeria civil Ammann & Whitney de Nova York va ser l'encarregada de construir-lo. La construcció de l'aeroport de Washington-Dulles va durar des del 1958 fins a l'any 1962. El 17 de novembre de 1962, el llavors president dels Estats Units, John F. Kennedy, va inaugurar l'aeroport. El nou aeroport amb la seva terminal, les seves diferents infraestructures aeroportuàries, la torre de control i les seves tres pistes equipades amb sistemes d'aterratge moderns representaven en aquells anys, el símbol de l'America nova així com el progrés en l'aviació i una important porta d'entrada a la capital del país.
El primer vol oficial va ser amb un Lockheed L-188 Electra de Eastern Air Lines provinent de l'Aeroport Internacional de Newark, a Nova Jersey. En aquest moment, va ser un dels aeroports més moderns del món. El 1962, American Airlines, Braniff, Delta Air Lines, Eastern Air Lines, Trans World Airlines i Northwest Orient Airlines comencen a servir-se de l'aeroport. L'any 1966, ja superava el milió de passatgers anuals. El 24 de maig de 1976, dos avions Concorde, un d'Air France provinent de París i un altre de British Airways procedent de Londres, aterraven en paral·lel a l'Aeroport Internacional de Washington-Dulles.
Fins al 1984, era conegut com a Aeroport Internacional de Dulles però es va decidir rebatajar-lo com Aeroport Internacional de Washington-Dulles. Dos anys més tard, el 1986, l'aeroport rep més de deu milions de passatgers i s'ha d'esperar deu anys per veure com aquesta xifra es duplica amb més de 20 milions anuals l'any 2000. El 7 de juny de 1995, es va dur a terme la inauguració del primer vol comercial del Boeing 777 de United Airlines amb la seva ruta de vol a Londres. Al novembre de 2008, s'obre una quarta pista d'aterratge (la 1L/19R) i se'n considera la construcció d'una cinquena pista.

## Terminals
- Terminal principal: Hi ha dos conjunts de portes d'embarcament en aquesta terminal, les portes H i les portes Z. Les portes H utilitzades per les aerolínies sense portes d'embarcament permanents i que, per tant, utilitzen Plane Mates. Les portes Z són utilitzades per US Airways.
- Terminals intermèdies: Hi ha dos edificis de terminals intermèdies, un conté les terminals A i B i l'altra les terminals C i D. La terminal B està connectada a la terminal principal per un passadís subterrani junt amb l'AeroTrain.

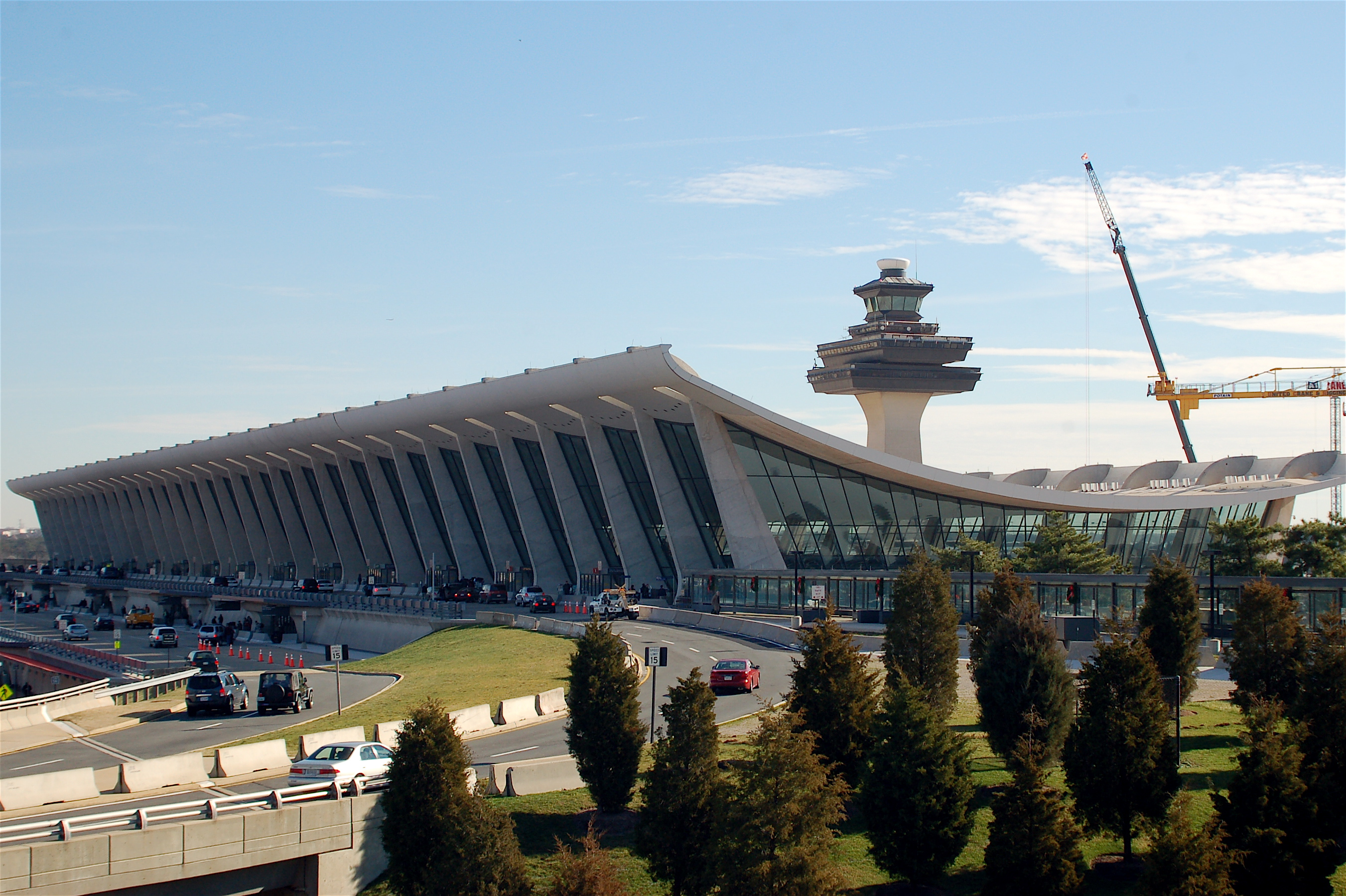
Vista exterior de l'edifici de la Terminal principal.
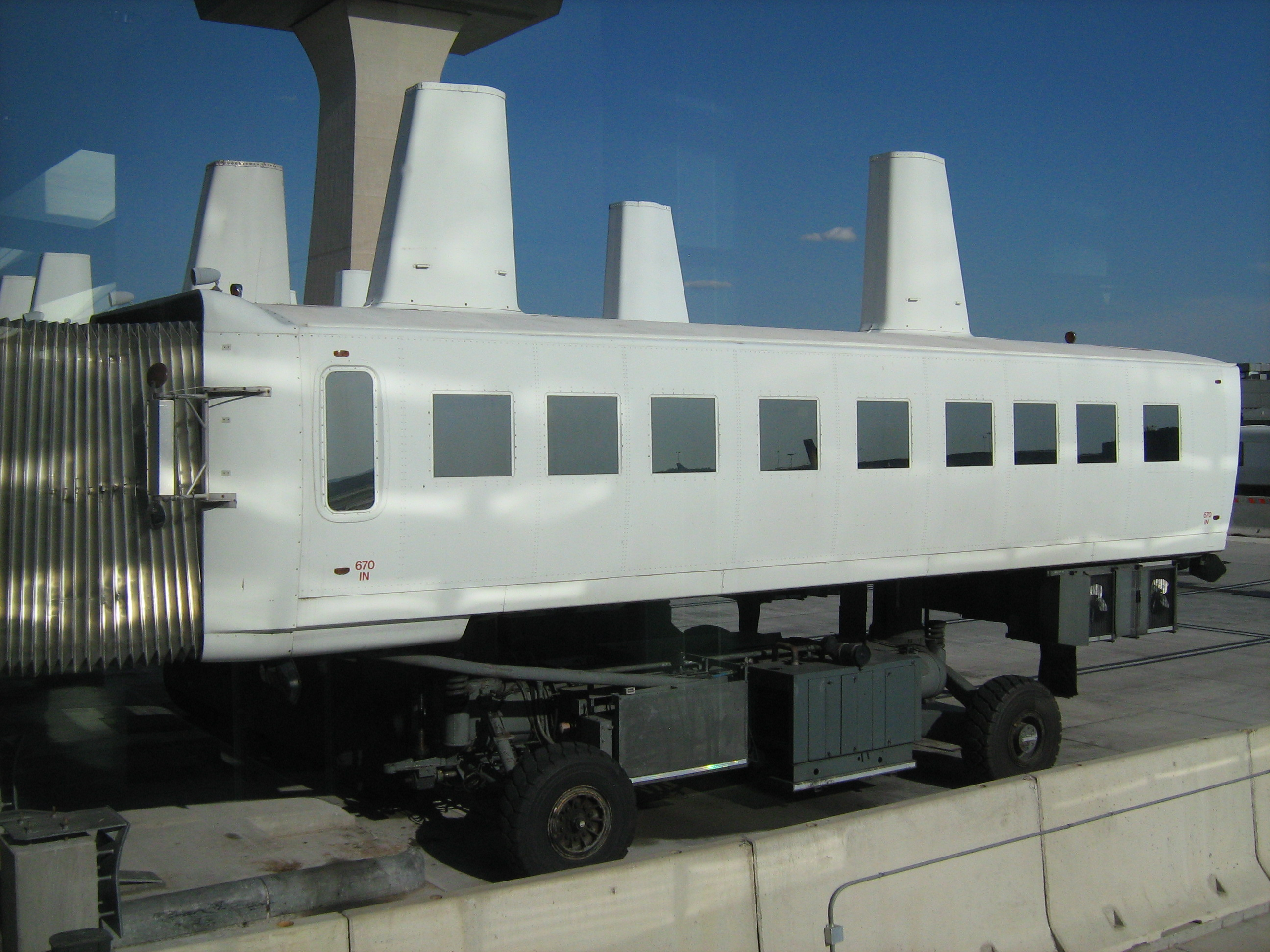
Les distintives sales mòbils de Washington-Dulles.
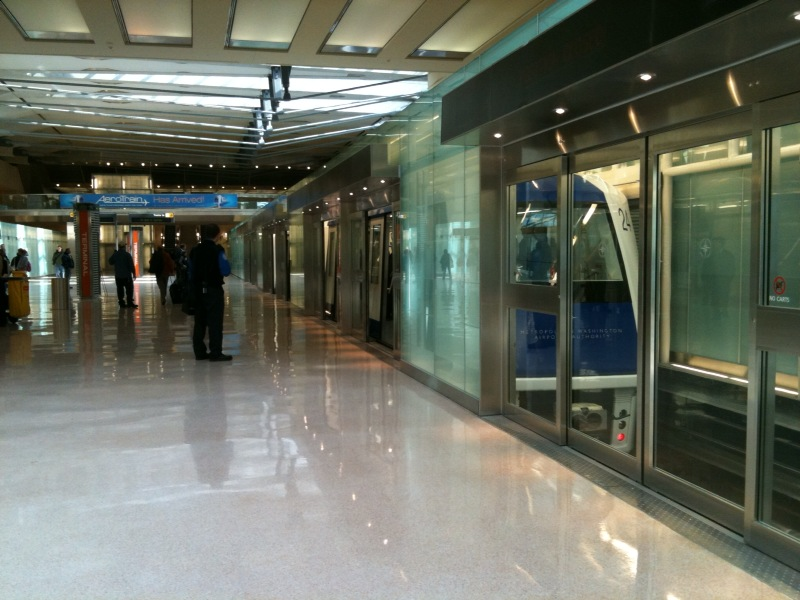
Estació de l'Aero Train de la Terminal principal.
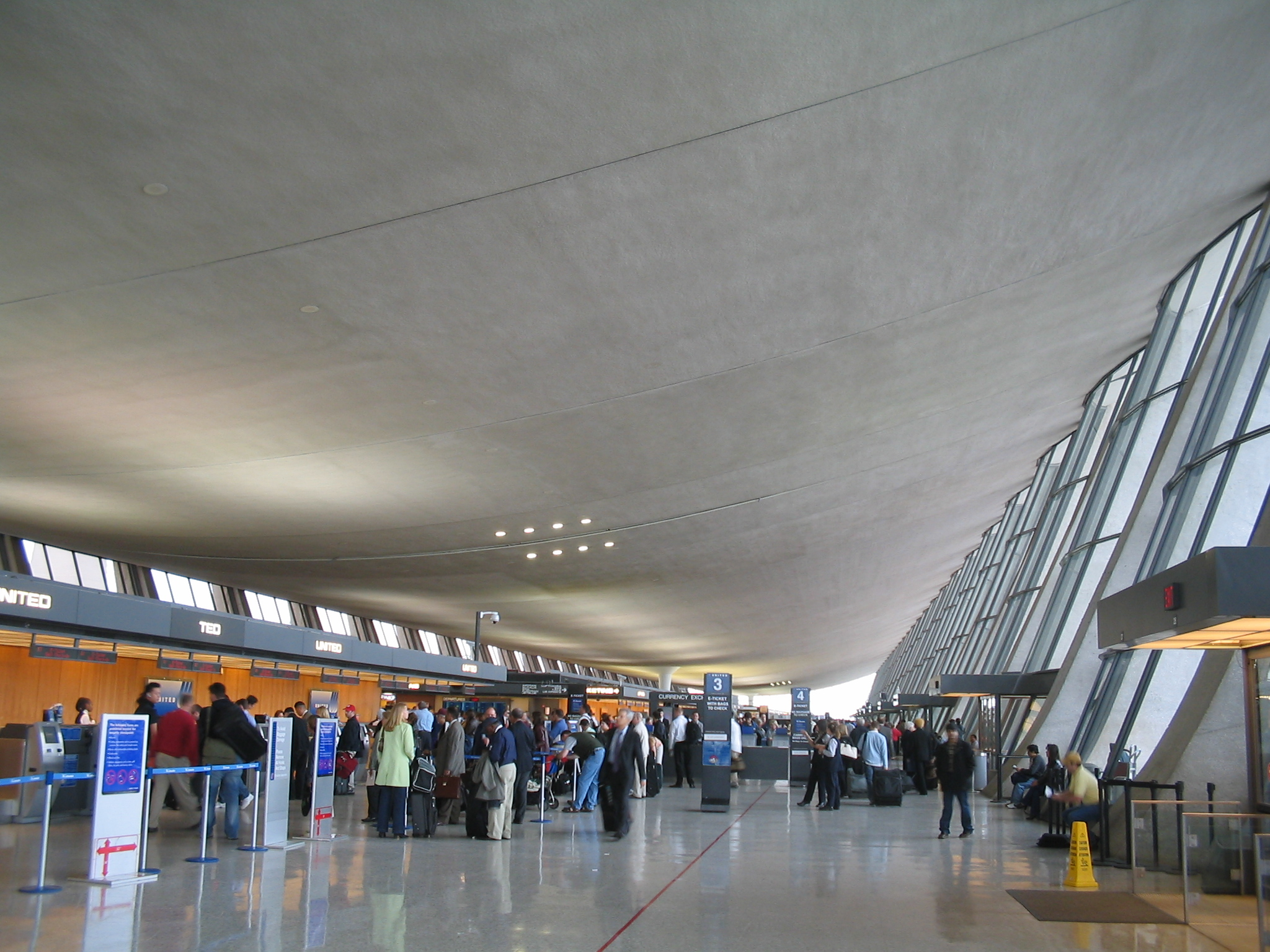
Mostradors de facturació a la Terminal principal.

## Aerolínies i destinacions
| Companyia                                               | Destinacions | Terminal |
| ------------------------------------------------------- | --- | -------- |
| Aer Lingus                                              | Madrid-Barajas | D        |
| Aeroflot                                                | Moscou-Sheremetyevo | A        |
| AeroSur                                                 | Santa Cruz de la Sierra | D        |
| Air Canada Jazz                                         | Montréal-Trudeau, Ottawa | C        |
| AirTran Airways                                         | Atlanta | B        |
| Air France                                              | París-Charles de Gaulle | A        |
| All Nippon Airways                                      | Tokyo-Narita | B        |
| American Airlines                                       | Dallas/Fort Worth, Los Angeles, Miami | B        |
| Austrian Airlines                                       | Viena | B        |
| Avianca                                                 | Bogotà | A        |
| British Airways                                         | Londres-Heathrow | B        |
| Cayman Airways                                          | de temporada: Grand Cayman | B        |
| Continental Connection operat per CommutAir             | Cleveland, Newark | A        |
| Continental Express operat per ExpressJet Airlines      | Houston-Intercontinental, Newark | A        |
| Copa Airlines                                           | Panamà | A        |
| Delta Air Lines                                         | Atlanta, Salt Lake City de temporada: Cancun | B        |
| Delta Connection operat per Atlantic Southeast Airlines | Cincinnati/Kentucky Nord | B        |
| Delta Connection operat per Comair                      | Cincinnati/Kentucky Nord, Detroit, Nova York-JFK | B        |
| Delta Connection operat per Compass Airlines            | Minneapolis/St. Paul | B        |
| Delta Connection operat per Pinnacle Airlines           | Atlanta, Nova York-JFK | B        |
| Ethiopian Airlines                                      | Addis Ababa | B        |
| Icelandair                                              | de temporada: Reykjavik-Kleflavik | -        |
| JetBlue Airways                                         | Boston, Fort Lauderdale, Long Beach, Nova York-JFK, Oakland, Orlando de temporada: Cancun | B        |
| KLM                                                     | Amsterdam | A        |
| Korean Air                                              | Seoul-Incheon | A        |
| Lufthansa                                               | Frankfurt, Múnic | B        |
| OpenSkies                                               | París-Orly | B        |
| Qatar Airways                                           | Doha | A        |
| Saudi Arabian Airlines                                  | Jeddah, Riyadh de temporada: Medina | A        |
| Scandinavian Airlines                                   | Copenhagen | B        |
| South African Airways                                   | Dakar, Johannesburg | A        |
| Southwest Airlines                                      | Chicago-Midway, Denver | B        |
| Sun Country Airlines                                    | de temporada: Minneapolis/St. Paul | B        |
| TACA                                                    | San Salvador | B        |
| Turkish Airlines                                        | Istanbul-Atatürk | B        |
| United Airlines                                         | Accra, Albuquerque, Amsterdam, Aruba, Atlanta, Austin, Bahrain, Boston, Brussels, Buenos Aires-Ezeiza, Cancun, Chicago-O'Hare, Grand Cayman, Dallas/Fort Worth, Denver, Dubai, Frankfurt, Ginebra, Hartford, Houston-Intercontinental, Kuwait, Las Vegas, Lagos, Londres-Heathrow, Los Angeles, Mexico City, Miami, Moscou-Domodedovo, Múnic, Nova Orleans, Orlando, París-Charles de Gaulle, Phoenix, Portland (OR), Raleigh/Durham, Rio de Janeiro-Galeão, Roma-Fiumicino, Sacramento, St. Maarten, Salt Lake City, San Antonio, San Diego, San Francisco, San Juan, São Paulo-Guarulhos, Seattle/Tacoma, St. Maarten, Tampa, Tokyo-Narita, Zurich de temporada: Beijing-Capital, Montego Bay, Punta Cana, St. Thomas | C,D      |
| United Express operat per Atlantic Southeast Airlines   | Albany, Boston, Buffalo, Burlington (VT), Charleston (SC), Cincinnati/Northern Kentucky, Columbia (SC), Columbus (OH), Dayton, Detroit, Greensboro, Huntsville, Jacksonville (FL), Manchester (NH), Nova York-JFK, Nova York-LaGuardia, Pensacola, Portland (ME), Providence, Rochester (NY), Savannah, Syracuse | A,C      |
| United Express operat per Colgan Air                    | Allentown/Bethlehem, Altoona, Beckley, Binghamton, Charleston (WV), Charlottesville, Clarksburg, Johnstown, Morgantown, Shenandoah Valley, State College, White Plains | A        |
| United Express operat per ExpressJet Airlines           | Albany, Atlanta, Buffalo, Burlington (VT), Charleston (SC), Charlotte, Cincinnati/Northern Kentucky, Cleveland, Columbia (SC), Detroit, Greensboro, Greenville/Spartanburg, Huntsville, Indianapolis, Knoxville, Louisville, Nashville, Nova York-LaGuardia, Pensacola, Rochester (NY), Savannah, Syracuse | A,C,D    |
| United Express operat per GoJet Airlines                | Albany, Austin, Burlington (VT), Detroit, Greensboro, Jacksonville (FL), Kansas City, Manchester (NH), Montréal-Trudeau, New Orleans, Norfolk/Virginia Beach, Oklahoma City, Portland (ME), Providence, Richmond, Rochester (NY), St. Louis, Syracuse, Toronto-Pearson | A,C,D    |
| United Express operat per Mesa Airlines                 | Albany, Atlanta, Austin, Boston, Buffalo, Charleston (SC), Charlotte, Hartford, Indianapolis, Jacksonville (FL), Kansas City, Nashville, New York-LaGuardia, Norfolk/Virginia Beach, Pittsburgh, Portland (ME), Providence, Raleigh/Durham, Rochester (NY), Savannah, Syracuse | A,C,D    |
| United Express operat per Shuttle America               | Buffalo, Columbus (OH), Dallas/Fort Worth, Indianapolis, Kansas City, Miami, Minneapolis/St. Paul [begins April 3], Montréal-Trudeau, New Orleans, New York-JFK, New York-LaGuardia, Norfolk/Virginia Beach, Ottawa, Pittsburgh, Raleigh/Durham, Rochester (NY), San Antonio, Toronto-Pearson de temporada: Fort Myers, Halifax | A,C,D    |
| United Express operat per SkyWest Airlines              | Atlanta, Colorado Springs, Dallas/Fort Worth, Kansas City, New Orleans, Norfolk/Virginia Beach, Oklahoma City, Pittsburgh, Tulsa | A,C,D    |
| United Express operat per Trans States Airlines         | Charleston (SC), Cleveland, Columbus (OH), Dayton, Detroit, Greenville/Spartanburg, Harrisburg, Knoxville, Manchester (NH), Montréal-Trudeau, Nashville, Newark, Norfolk/Virginia Beach, Ottawa, Philadelphia, Pittsburgh, Providence, Richmond, Roanoke, Rochester (NY), St. Louis, Savannah, Syracuse, Toronto-Pearson de temporada: Myrtle Beach, Quebec City | A,C,D    |
| US Airways                                              | Charlotte | Z        |
| US Airways Express operat per Air Wisconsin             | Charlotte | Z        |
| US Airways Express operat per Mesa Airlines             | Charlotte | Z        |
| US Airways Express operat per Mesaba Airlines           | Nova York-LaGuardia | Z        |
| US Airways Express operat per Piedmont Airlines         | Charlotte, Nova York-LaGuardia | Z        |
| US Airways Express operat per PSA Airlines              | Charlotte | Z        |
| Virgin America                                          | Los Angeles, San Francisco | B        |
| Virgin Atlantic Airways                                 | Londres-Heathrow | A        |